# Мазо да Сан-Фриано
Мазо да Сан-Фриано, настоящее имя Томазо Д’Антонио Манцуоли (итал. Maso da San Friano, Tomaso D'Antonio Manzuoli; 4 ноября 1531, Флоренция — 2 октября 1571, Флоренция) —  итальянский живописец академического направления, или контрманьеризма флорентийской школы.

## Жизнь и творчество
Томазо Д’Антонио Манцуоли родился во Флоренции 4 ноября 1531 года, в районе Порта-Сан-Фредиано, откуда и получил свое прозвание. По сведениям Джорджо Вазари Мазо был учеником Пьерфранческо ди Якопо ди Сандро. По иным сведениям он учился у Пьера Франческо Фоски или у Карло Портелли. Томмазо также получил образование у другого влиятельного живописца-маньериста Понтормо. В некоторых проектах он сотрудничал со старшим Микеланджело.
Алтарный образ «Посещение Марии Святой Елизаветой» был написан Томмазо в 1560 году для церкви Сан-Пьер-Маджоре во Флоренции — сейчас находится в капелле Тринити-Колледжа в Кембридже, Англия. Похожий образ можно увидеть в соборе Прато. После 1561 года Мазо да Сан-Фриано работал для церкви Оньиссанти и церкви Санта-Феличита во Флоренции. Между 1570 и 1571 годами Мазо да Сан-Фриано завершил две панели для выдающегося памятника флорентийского искусства — Студиоло Франческо I в Палаццо Веккьо во Флоренции.
Томмазо был представителем так называемого контрманьеризма (итал. сontra-мaniera), академического течения в искусстве Италии, художники которого заимствовали некоторые приемы маньеризма, но пытались вернуться к классической уравновешенности искусства Высокого Возрождения.
Томмазо скончался в 1571 году и был похоронен 2 октября в церкви Санта-Мария-дель-Кармине во Флоренции.
Его учениками были Якопо да Эмполи и Алессандро Фей.

## Галерея

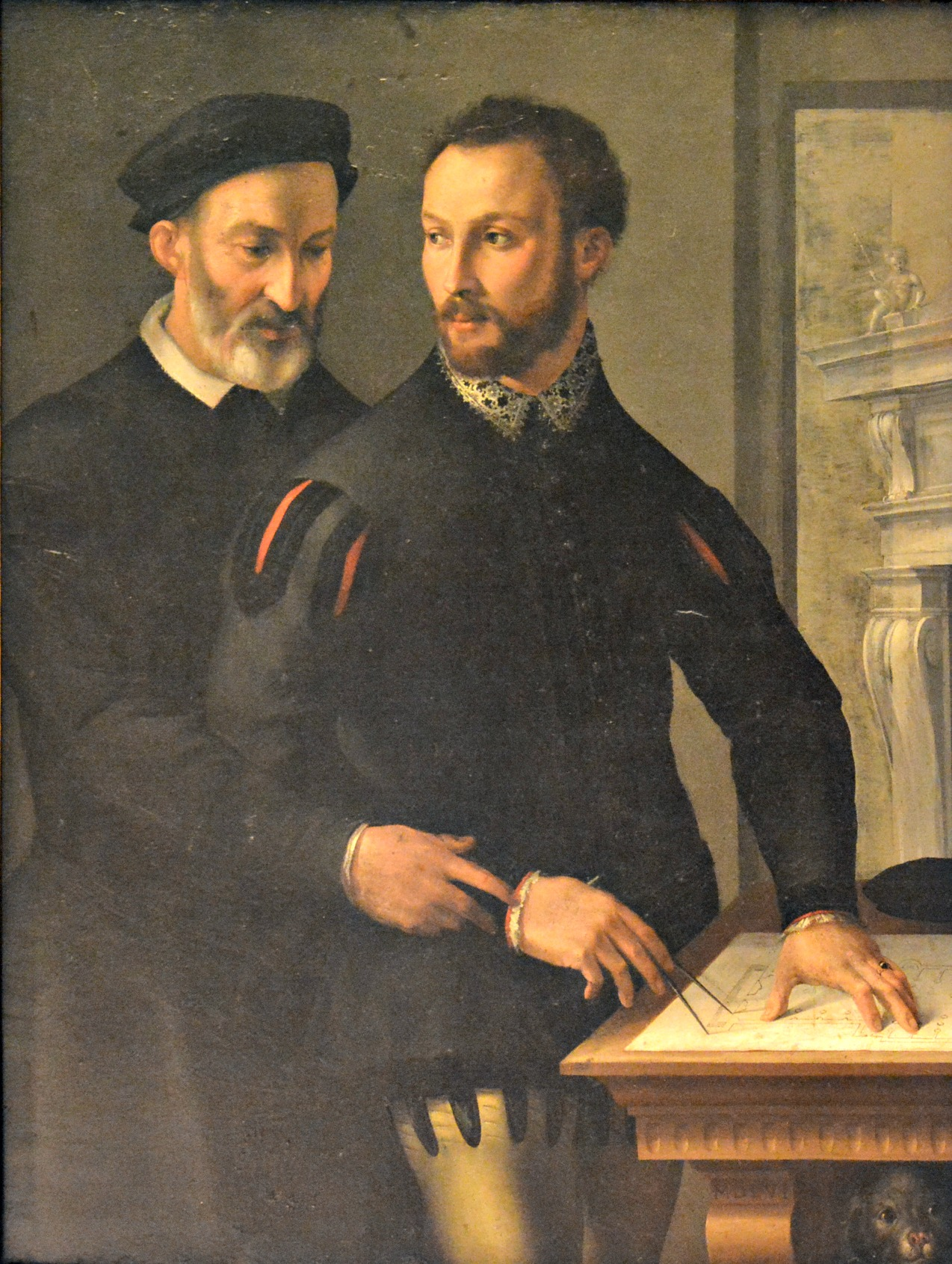
Двойной мужской портрет. Музей Каподимонте, Неаполь
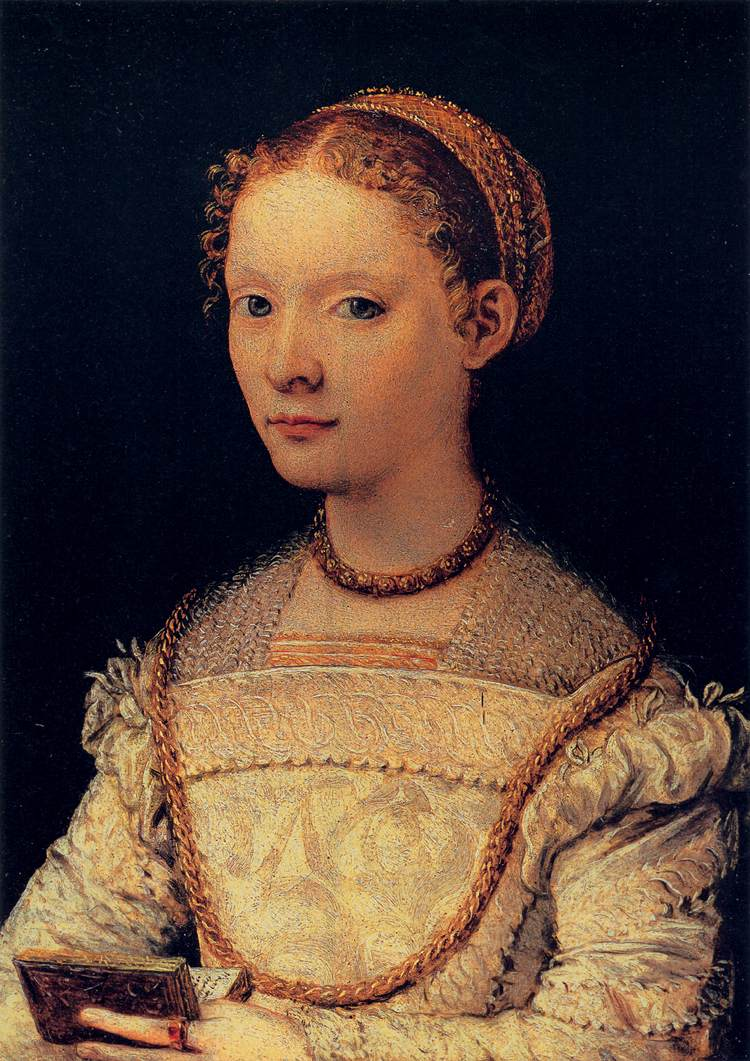
Портрет Елены Гадди Куартези. 1550-е. Дерево, масло. Палаццо Питти, Флоренция
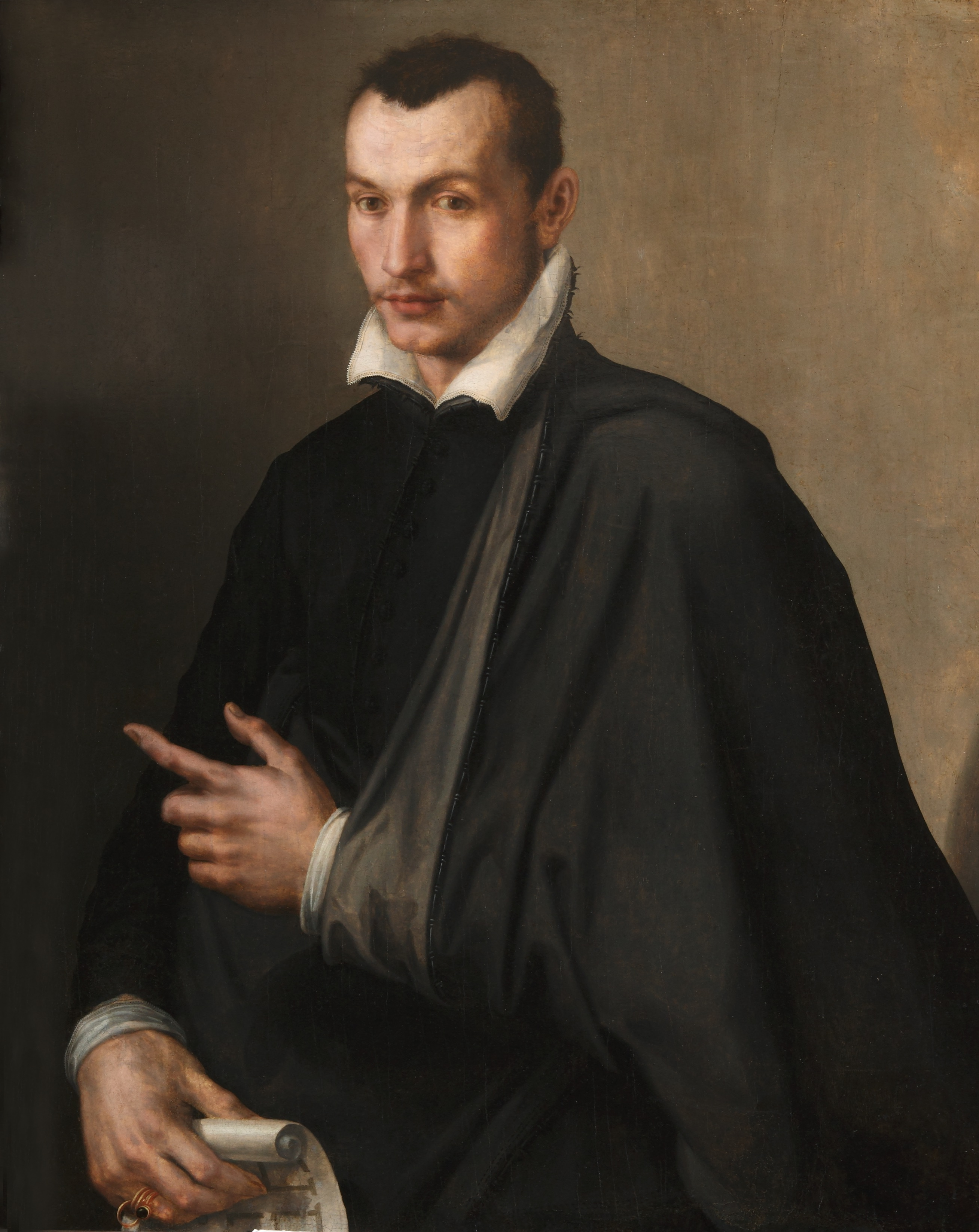
Оттавио Фарнезе, второй герцог Пармы и Пьяченцы. Ок. 1550. Дерево, масло. Частное собрание
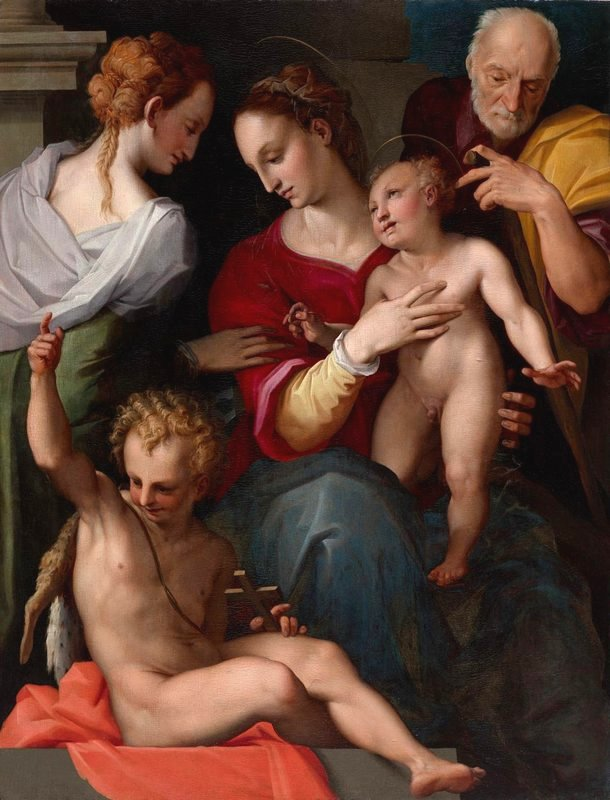
Святое семейство с Мистическим обручением Святой Екатерины. Ок. 1560. Дерево, масло. Музей искусств, Кливленд, Огайо, США
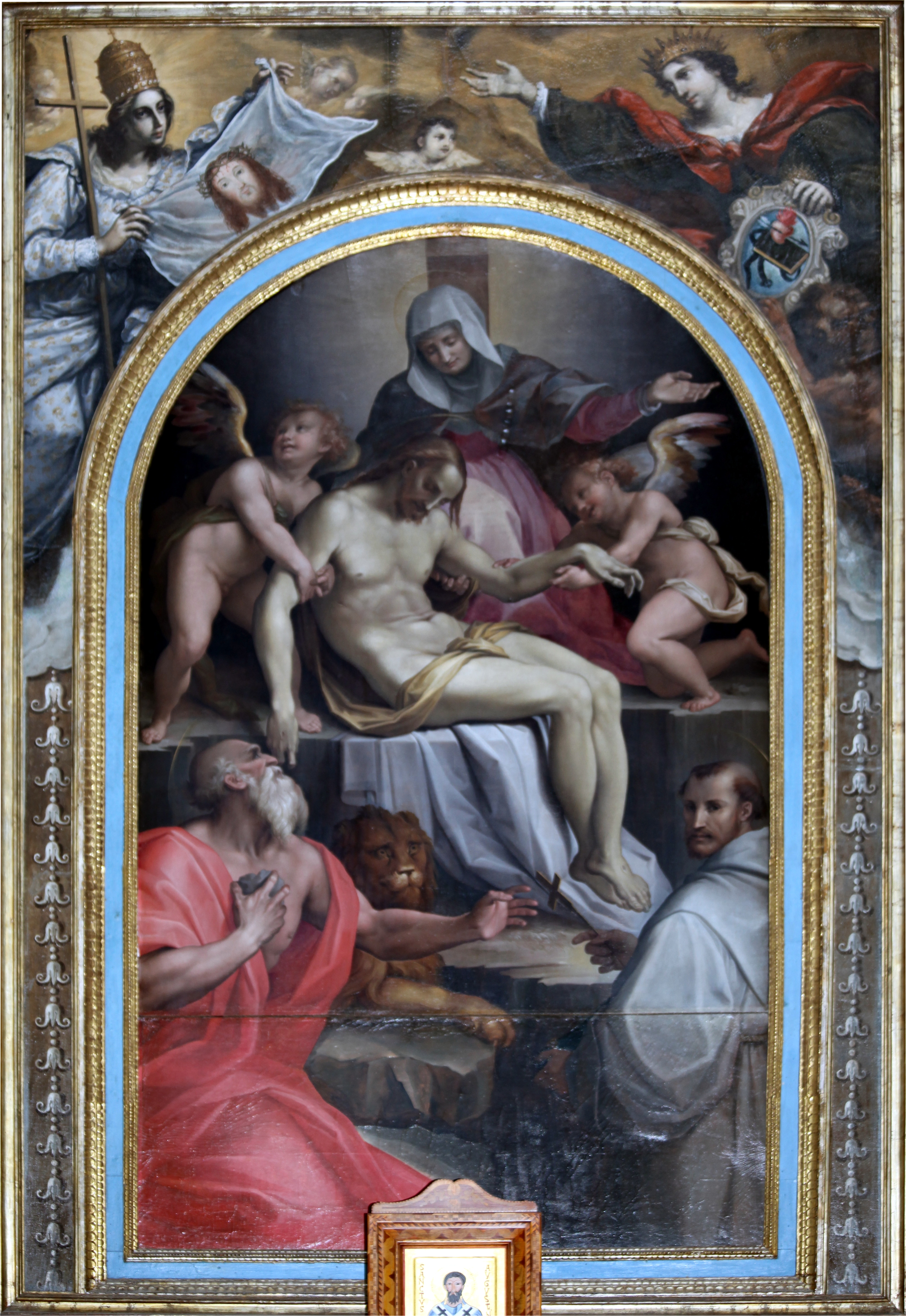
Положение во гроб. 1567. Церковь Сант-Агостино, Монтепульчано, Тоскана
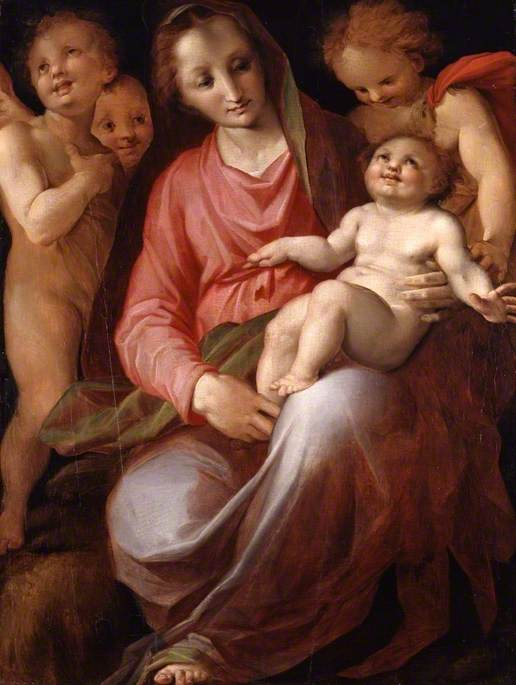
Мадонна с Младенцем и младенцем Иоанном Крестителем. Между 1560 и 1570. Дерево, масло. Городской музей, Бирмингем, Великобритания
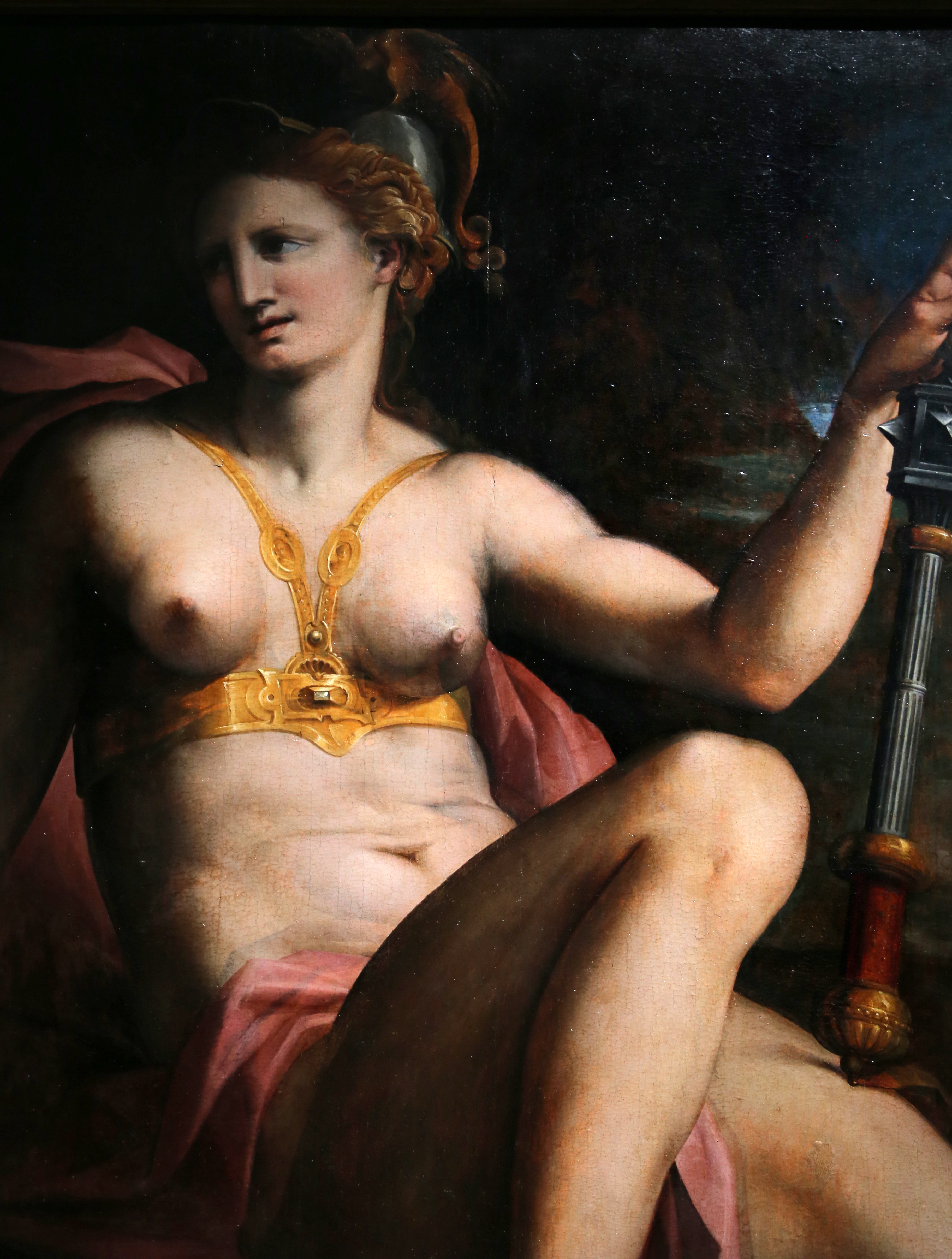
Аллегория крепости. 1560—1562. Галерея Академии, Флоренция